# 8223 Bradshaw
För andra betydelser, se Bradshaw (olika betydelser).
8223 Bradshaw eller 1996 PD är en asteroid i huvudbältet som upptäcktes den 6 augusti 1996 av den italiensk-amerikanske astronomen Paul G. Comba vid Prescott-observatoriet. Den är uppkallad efter Bradshawbergen i Arizona.
Asteroiden har en diameter på ungefär 9 kilometer.